# Lobelia rotundifolia
Lobelia rotundifolia är en klockväxtart som beskrevs av Antoine Laurent de Jussieu och A.Dc. Lobelia rotundifolia ingår i släktet lobelior, och familjen klockväxter. Inga underarter finns listade i Catalogue of Life.